# Škrdlovice
Škrdlovice är en ort i Tjeckien.   Den ligger i regionen Vysočina, i den centrala delen av landet, 120 km öster om huvudstaden Prag. Škrdlovice ligger 653 meter över havet och antalet invånare är 611.
Terrängen runt Škrdlovice är lite kuperad.Runt Škrdlovice är det tätbefolkat, med 591 invånare per kvadratkilometer. Närmaste större samhälle är Žďár nad Sázavou Druhy, 5,3 km söder om Škrdlovice. Runt Škrdlovice är det i huvudsak tätbebyggt.